# 葉綠體DNA
葉綠體DNA（Chloroplast DNA，cpDNA）為真核生物細胞中葉綠體內的DNA。葉綠體等质粒体中具有一獨立於細胞核的基因組，且含有核糖體可轉譯合成自身的蛋白質，為一半自主的胞器，葉綠體DNA最早於1959年透過生化實驗發現，並於1962年透過電子顯微鏡實際觀測確認。1986年菸草與地錢的葉綠體DNA被定序發表，為最早完成定序的葉綠體基因組，目前已有大量陆生植物與藻類的质粒体被定序發表。

## 基因组結構

模式植物拟南芥的葉綠體DNA基因組

葉綠體DNA為環狀，長度一般介於120至170kb之間，分子量為8000萬至1.3億Da，多數植物的葉綠體包含約120個基因，大多編碼光合作用所需的蛋白（包括RuBisCO的大次單元）與基因表現所需的蛋白，如4種rRNA、約30種tRNA、21種核糖體蛋白以及葉綠體RNA聚合酶的4個次單元。
絕大多數生物的葉綠體DNA均不分段，呈环状，雙鞭毛蟲門的藻類則為罕見例外，此類生物的葉綠體DNA包括約40段質體，每個質體長2至10kb，包含1至3個基因，也有些質體不編碼任何基因。
多數葉綠體DNA包括兩段反向重複序列（IRa與IRb），將葉綠體DNA分成大單拷貝區（LSC）與小單拷貝區（SSC）兩區域。反向重複序列長4至25kb，其中植物的一般在20至25kb之間，IRa與IRb的序列一般會因協同演化而非常近似。植物葉綠體DNA的反向重複序列演化上相當保守，藍菌基因組與灰藻和紅藻的葉綠體基因組中也有與其同源的序列，顯示此序列在演化上的起源很早，在葉綠體出現前即已存在。有些葉綠體（豌豆與數種紅藻）的基因組丟失了反向重複序列，紫菜屬紅藻葉綠體則有一個重複序列發生了倒轉，使IRa與IRb變為同向排列。反向重複序列可能可幫助維持葉綠體DNA的穩定。
陸生植物新葉的葉綠體中一般有約100個葉綠體DNA，老葉中則僅剩15至20個，多包裹成擬核，一個葉綠體中常有數個擬核。葉綠體DNA雖不與組蛋白結合，但紅藻的葉綠體DNA可編碼和組蛋白相似的組蛋白樣葉綠體蛋白（HC）與自身結合。較原始的紅藻Cyanidioschyzon merolae（屬溫泉紅藻綱）的葉綠體擬核集中在葉綠體基質的中央，綠藻與陆生植物的葉綠體擬核則均勻分布於基質中。

## 基因含量与表达
迄今已有超过三万个叶绿体基因组被测序，并可通过NCBI的细胞器基因组数据库获取。最早的叶绿体基因组于1986年完成测的，分别来自烟草和地钱。对集胞藻属和拟南芥叶绿体基因组的比较基因组学研究为叶绿体的内共生起源增添了力证，同时揭示了大量基因从蓝藻转移至细胞核基因组的现象。
在大多数植物物种中，叶绿体基因组仅编码约120个基因，这些基因主要编码光合作用机制的核心组成部分，以及参与其表达和组装的相关因子。在陆生植物的不同物种之间，叶绿体基因组所编码的基因较为保守。其中包括四种核糖体RNA、大约30种转运RNA、21种核糖体蛋白，以及四个参与叶绿体基因表达的RNA聚合酶复合物亚基。叶绿体基因组还编码了大亚基的Rubisco酶以及28种参与类囊体光合作用的蛋白质。